# Melbourne Central Shopping Centre
Melbourne Central Shopping Centre — небоскрёб, находящийся в городе Мельбурн, Австралия. Высота здания 246 метров, 54 этажа и это делает его восьмым по высоте зданием Австралии. Небоскрёб был построен в 1991 году.
Сооружение было разработано архитектурной фирмой «Bates Smart».